# Huntsville, Ontario
Huntsville är en ort i Kanada.   Den ligger i provinsen Ontario, i den sydöstra delen av landet, 270 km väster om huvudstaden Ottawa. Huntsville ligger 302 meter över havet och antalet invånare är 19 579. Den ligger vid sjön Fairy Lake.
Terrängen runt Huntsville är platt. Det finns inga andra samhällen i närheten. 
I omgivningarna runt Huntsville växer i huvudsak blandskog. Runt Huntsville är det ganska glesbefolkat, med 23 invånare per kvadratkilometer.